# Simmetria di gauge
La simmetria di gauge, o simmetria di scala, è una simmetria dello spazio interno associato a una teoria fisica che ha come conseguenza l'invarianza della stessa sotto l'effetto di particolari trasformazioni locali; una tale teoria prende il nome di teoria di gauge.
Il termine "gauge" in fisica (letteralmente in inglese "scala di misura", "calibro") nasce storicamente alla fine degli anni Venti del Novecento ad opera del matematico Hermann Weyl, che per primo intuì l'importanza della simmetria locale ritenendola appunto un'invarianza per trasformazione di scala, concetto che fu grandemente ampliato e modificato in epoche successive.

## Aspetti generali
Per capire la simmetria di gauge è opportuno rifarsi al concetto di simmetria geometrica. Una figura geometrica è simmetrica, ad esempio, se la sua forma non varia quando viene sottoposta a trasformazioni quali traslazioni, rotazioni o riflessioni, al variare cioè della sua posizione nello spazio. Una sfera è simmetrica perché se viene sottoposta ad una trasformazione spaziale la sua forma non muta; un bicchiere non è simmetrico perché se viene sottoposto ad un certo tipo di trasformazione spaziale, ad esempio se viene capovolto, la sua forma muta.
La simmetria di gauge è simile al concetto di simmetria geometrica, ma non si manifesta nello spazio e neppure nello spazio-tempo, bensì agisce in una struttura puramente matematica detta "spazio interno", che è uno spazio vettoriale con determinate proprietà.
Così come un insieme di simmetrie geometriche viene associato in un gruppo (ad esempio gruppo delle rotazioni, gruppo delle traslazioni, ecc.), così certi insiemi di simmetrie di gauge vengono associati in gruppi di gauge.

## Simmetria e teorie di gauge
Le teorie di gauge (dette anche teorie di scala o teorie G-invarianti) sono una classe di teorie fisiche di campo basate sull'idea che alcune trasformazioni che lasciano invariata la lagrangiana del sistema (simmetrie) siano possibili anche localmente e non solo globalmente.
La maggior parte delle teorie della fisica sono descritte da lagrangiane invarianti sotto certe trasformazioni del sistema di coordinate, che sono eseguite identicamente in ogni punto dello spaziotempo (si dice che presentano simmetrie globali). Esistono particolari simmetrie globali che si mantengono se agiscono localmente solo in un punto qualsiasi del sistema, a condizione che le azioni da un punto all'altro siano indipendenti (secondo la teoria di Yang-Mills). Il concetto alla base delle teorie di gauge è appunto che le lagrangiane possiedano anche simmetrie locali, cioè che sia possibile effettuare certe trasformazioni solo in una particolare e limitata regione dello spaziotempo senza interessare il resto dell'universo. Questo requisito può essere visto, in senso filosofico, come una versione generalizzata del principio di equivalenza della relatività generale. 
L'importanza per la fisica delle teorie di gauge nasce dall'enorme successo di questo formalismo matematico nel descrivere, in un solo quadro teorico unificato, le teorie di campo quantistico dell'elettromagnetismo, dell'interazione nucleare debole e dell'interazione nucleare forte. Questo quadro teorico, noto come Modello standard, descrive accuratamente i risultati sperimentali di tre delle quattro forze fondamentali della natura, ed è una teoria di gauge con gruppo di gauge SU(3) × SU(2) × U(1).
Altre teorie moderne, come la teoria delle stringhe e certe formulazioni della teoria della relatività generale, sono, in un modo o nell'altro, teorie di gauge.